# Elisabeth Aspaker
Elisabeth Vik Aspaker (Harstad, 16 oktober 1962) is een Noors politica. In de periode 2013-2016 was zij minister in het kabinet-Solberg.

## Biografie
Aspaker werd geboren in Harstad in de provincie Troms in het uiterste noorden van Noorwegen. Ze studeerde aan de voormalige pedagogische academie in Tromsø, nu deel van de Universiteit van Tromsø. Na haar studie werkte ze een aantal jaar in het onderwijs.
Bij de verkiezingen van 2005 wordt Aspaker voor Høyre tot lid van de Storting gekozen als afgevaardigde voor Troms. In 2009, 2013 en 2017 wordt zij herkozen.
Na de zege voor rechts in de verkiezingen van 2013 wordt Aspaker benoemd tot minister voor Visserij, waarbij ze tevens Noorwegen als minister vertegenwoordigt in de Noordse Raad. Bij de regeringswijziging in december 2015 verruilt ze die post voor Europese Zaken. In december 2016 treedt ze af in verband met haar benoeming tot fylkesmann van de provincie Troms.
- Virtual International Authority File: 463149106176968491317